# Otto Brunfels
Otto Brunfels, (również: Othon Brunfels, Otho Braunfels (ur. ok. 1488 w rejonie Moguncji, zm. 25 listopada 1534 w Bernie) – lekarz, botanik, kaznodzieja luterański, jeden z najwybitniejszych niemieckich naturalistów epoki Renesansu. Wraz z Hieronimem Bockiem, Valeriusem Cordusem i Leonhartem Fuchsem zaliczany do wielkiej czwórki ojców niemieckiej botaniki.
Był synem bednarza. W bardzo młodym wieku wstąpił do zakonu kartuzów, gdzie studiował teologię i filozofię. Po wybuchu Reformacji, gdy zapoznał się z doktryną Marcina Lutra, opuścił zakon i Kościół katolicki. Przeszedł na luteranizm i z czasem został cenionym kaznodzieją i teologiem protestanckim. Osiedlił się w Strasburgu, gdzie nauczał i jednocześnie studiował medycynę na miejscowym uniwersytecie. Dyplom lekarski uzyskał jednak dopiero w 1530 r. w Bazylei. Pozwoliło mu to na objęcie posady medyka miejskiego w Bernie.
Do botaniki trafił dzięki studiom medycznym, w sposób typowy dla większości naturalistów epoki Odrodzenia, tj. studiując antyczne dzieła Teofrasta, Dioskuryda czy „Historię naturalną” Pliniusza. Poznał również prace pierwszych naturalistów z Italii. Głównym dziełem Brunfelsa z zakresu botaniki jest wielki herbarz (zielnik) pt. Herbarum vivae eicones, do którego inspiracją było dla autora dzieło Dioskuryda. Wydany w trzech tomach (w 1530, 1532 i 1536 r.) w Strasburgu, zawierał opisy i ilustracje do 135 gatunków roślin. Herbarz Brunfelsa przedstawiał wyraźny postęp w stosunku do niedawnych ksiąg średniowiecznych, nie było to jednak jeszcze dzieło rewolucyjne. Z analizy tekstu wynika że Brunfels, który posiłkował się pracami powstałymi na Półwyspie Apenińskim, nie zdawał sobie np. sprawy ze zróżnicowania geograficznych zasięgów poszczególnych gatunków roślin. Wyrażał on zdziwienie brakiem w rejonie Strasburga wielu gatunków opisanych przez Dioskuryda, a dziś określanych jako śródziemnomorskie.
Historycy nauki wyżej niż tekst Brunfelsa cenią ilustracje do niego, które wykonał Hans Weiditz z Bazylei, prawdopodobnie uczeń Dürera. Doskonałe technicznie ryciny nie są tu kopiami ilustracji z dawniejszych dzieł, lecz wykonane zostały "z natury", na podstawie rzeczywistych okazów zebranych roślin, łącznie z ich wadami i uszkodzeniami takimi, jak uschnięty liść lub korona kwiatu uszkodzona przez owady. W następnych edycjach Herbarum vivae eicones liczba rycin (i opisanych gatunków) systematycznie rosła do 260.
Oprócz dzieł botanicznych Brunfels opublikował również szereg rozpraw teologicznych.